# Тома Бангальтер
Тома Бангальтер (фр. Thomas Bangalter; народився 3 січня 1975 року) — французький діджей, композитор, продюсер, режисер. У 1992 році спільно з Гі-Мануелем де Омем-Крісто (фр. Guy-Manuel de Homem Christo) створили хаус-групу Daft Punk. Він також записав і випустив музику в якості члена тріо Stardust, і в якості сольного виконавця, включаючи композиції для фільму Незворотність.
Тома Бангальтер володіє музичним лейблом Roule. Бангальте проживає в Беверлі Хіллз, Каліфорнія, з дружиною, французькою актрисою Елоді Буше, і двома синами — Тара-Джеєм (нар. 22.01.2002) та Роксаном (нар. 02.06.2008).

## Ранні роки
Тома Бангальтер народився в Парижі. Він почав грати на фортепіано у віці шести років. Бангальтер заявив у відео-інтерв'ю, що його батьки були суворі в підтримці своєї практики, за що згодом він подякував їм. Його батько, Даніель Вангарда був відомим композитором і продюсером таких виконавців, як Gibson Brothers, Ottawan і Sheila and B. Devotion. Як висловився Бангальтер, «Я ніколи не мав наміру робити те, що робив мій батько». Батько Бангальтера єврей, але сім'я не вважає себе релігійною.

## Сольна кар'єра
Ще до виходу дебютного альбому Daft Punk «Homework» Тома видав на своєму лейблі Roule збірник Trax on Da Rocks (1996). Через 2 роки Бангальтер випустив Trax on Da Rocks, Vol.2. У 2002 написав музику до фільму «Незворотність».

## Дискографія

### У складі Daft Punk
- Homework (1997);
- Discovery (2001);
- Alive 1997 (2001)
- Daft Club (2004);
- Human After All (2005);
- Alive 2007 (2007);
- Tron: Legacy (2010);
- Random Access Memories (2013)

### Сольна дискографія
- Trax On Da Rocks (1995)
- Roulé Boulé (1995)
- What To Do (1995)
- Outrun (1995)
- Ventura (1995)
- Spinal Scratch (1996)
- Trax On Da Rocks|Trax On Da Rocks Vol. 2 (1998)
- Together (2000)
- Outrage (2003)